# Велика Вес (Крапина)
Велика Вес је насељено место у саставу града Крапине у Крапинско-загорској жупанији, Република Хрватска.

## Историја
До територијалне реорганизације у Хрватској налазила се у саставу старе општине Крапина.

## Становништво
На попису становништва 2011. године, Велика Вес је имала 727 становника.

## Попис1991.
На попису становништва 1991. године, насељено место Велика Вес је имало 759 становника, следећег националног састава:
| Попис 1991.‍ | Попис 1991.‍ | Попис 1991.‍ | Попис 1991.‍ | Попис 1991.‍ |
| ----------- | ----------- | ----------- | ----------- | ----------- |
|             |             |             |             |             |
| Хрвати      | Хрвати      |             | 749         | 98,68%      |
| Југословени | Југословени |             | 1           | 0,13%       |
| Словенци    | Словенци    |             | 1           | 0,13%       |
| Срби        | Срби        |             | 1           | 0,13%       |
| непознато   | непознато   |             | 7           | 0,92%       |
| укупно: 759 |             |             |             |             |